# Fritz Rinderspacher
Fritz Rinderspacher (* 15. November 1909 in Hugsweier; † 8. Juli 1998 in Lahr/Schwarzwald) war ein deutscher Pädagoge und Politiker (SPD).

## Leben und Beruf
Nach dem Besuch der Oberrealschule in Offenburg und dem Abitur an der Aufbauoberrealschule in Lahr studierte Rinderspacher Nationalökonomie, Betriebswirtschaft und Pädagogik an den Universitäten in Freiburg im Breisgau, Berlin, Mannheim und Heidelberg. Er bestand 1933 die Prüfung als Diplom-Handelslehrer, promovierte 1934 an der Ruprecht-Karls-Universität Heidelberg mit der Dissertation Arbeitszeit- und Lohnproblem in der Landwirtschaft zum Dr. rer. oec. und wollte anschließend in den badischen Schuldienst eintreten. Diese Laufbahn wurde ihm zunächst jedoch aus politischen Gründen verweigert. Anschließend wechselte er in den kaufmännischen Bereich und war in der Industrie sowie im Bankgewerbe tätig. 1936 erhielt er eine Stelle als Fachlehrer an der Landespolizeischule in Karlsruhe. Er arbeitete später als Diplom-Handelslehrer in Eisenach, bestand 1939 die zweite Staatsprüfung in Weimar und wurde noch im gleichen Jahr zum Studienrat ernannt.
Rinderspacher wurde im Oktober 1941 zur Wehrmacht eingezogen, nahm daraufhin als Soldat am Zweiten Weltkrieg teil und erhielt zuletzt seine Ernennung als Leutnant. Er geriet 1944 in US-amerikanische Gefangenschaft, wurde anschließend in die Vereinigten Staaten überführt und im Kriegsgefangenenlager Camp Como (Mississippi) interniert. Hier absolvierte er ein Studium des Gewahrsamslandes an der durch Professor Walter Hallstein geleiteten „Lageruniversität“, an der er gleichzeitig als Dozent für betriebswirtschaftliche Fächer wirkte. Nach seiner Entlassung aus der Kriegsgefangenschaft 1946 arbeitete er seit März 1947 als Lehrer an den Handelslehranstalten in Lahr. Zuletzt wurde er dort zum Oberstudienrat befördert.
Verheiratet war er mit Lieselotte Rinderspacher, geb. Poppe. Aus der Ehe gingen zwei Söhne hervor; Hanjörg und Thomas Rinderspacher. Seine Ehefrau starb 2008 nach langer Krankheit und wurde wie er in Lahr-Hugsweier beerdigt.

## Partei
Rinderspacher trat 1930 in die SPD ein, die 1933 von den Nationalsozialisten verboten wurde. Während seines Studiums war er 1932/33 an der Universität Mannheim Vorsitzender des Deutschen Republikanischen Studentenbundes. Nach dem Zweiten Weltkrieg schloss er sich erneut den Sozialdemokraten an und war seit 1950 Orts- und Kreisvorsitzender der SPD Lahr. Von 1965 bis 1972 fungierte er als Vorsitzender des SPD-Unterbezirks Freiburg.

## Abgeordneter
Rinderspacher war von 1953 bis 1980 Ratsmitglied der Stadt Lahr und dort von 1953 bis 1978 Vorsitzender der SPD-Fraktion. Von 1973 bis 1977 war er Kreistagsmitglied des Ortenaukreises. Dem Deutschen Bundestag gehörte er von 1961 bis 1972 an. Er war stets über die Landesliste Baden-Württemberg ins Parlament eingezogen.
Im August 1971 behauptete der SPD-Bundestagsabgeordnete Klaus-Peter Schulz in der von Gerhard Löwenthal moderierten Fernsehsendung ZDF-Magazin, Rinderspacher teile Schulz’ Kritik an der Berlin-Politik der sozialliberalen Bundesregierung. Rinderspacher wies dies zurück und kritisierte Schulz’ Vorgehen mit dem Kommentar „Dazu hat er kein Recht“.

## Öffentliche Ämter
Rinderspacher amtierte zeitweise als Bürgermeister der Stadt Lahr.

## Ehrungen
- 1972: Großes Verdienstkreuz der Bundesrepublik Deutschland
- Nach seinem Tod wurde die Fritz-Rinderspacher-Straße in Lahr in Erinnerung an ihn benannt.